# Branchinectidae
Branchinectidae es una familia de anostráceos.

## Géneros
- Archaebranchinecta Rogers & Coronel, in Rogers, 2019
- Branchinecta Verrill, 1869 (sensu Rogers & Coronel, 2011)